# Soumpou
Soumpou is een gemeente (commune) in de regio Kayes in Mali. De gemeente telt 4900 inwoners (2009).
De gemeente bestaat uit de volgende plaatsen:
- Bougoundia
- Niagnéla
- Niakatéla
- Takaba (hoofdplaats)
- Tangadonga